# Dagfinn
Dagfinn oder auch Dagfin ist ein männlicher Vorname, der vor allem in Norwegen vorkommt.

## Bedeutung und Verbreitung
Der Name geht zurück auf den altnordischen Namen Dag-finnr. „Dag“ steht dabei für „Tag“ und „finnr“ für „Finne“ oder „Same“.
In Norwegen wurde der Name zu Beginn des 20. Jahrhunderts immer mehr verwendet, bevor er um 1950 seine größte Verbreitung fand.

## Bekannte Namensträger

### Dagfinn
- Dagfinn Aarskog (1928–2014), norwegischer Pädiater und Humangenetiker
- Dagfinn Bakke (1933–2019), norwegischer Maler, Karikaturist und Illustrator
- Dagfinn Føllesdal (* 1932), norwegischer Philosoph und Hochschullehrer
- Dagfinn Høybråten (* 1957), norwegischer Politiker
- Dagfinn Lyngbø (* 1972), norwegischer Komiker
- Dagfinn Morseth (1898–1958), norwegischer Architekt
- Dagfinn Henrik Olsen (* 1966), norwegischer Politiker
- Dagfinn Vårvik (1924–2018), norwegischer Journalist und Politiker

### Dagfin
- Dagfin Carlsen (1898–nach 1945), norwegisch-österreichischer Skiläufer, Skispringer, Schauspieler und Schanzenkonstrukteur
- Dagfin Werenskiold (1892–1977), norwegischer Maler und Bildhauer